# Samar (Ucrania)
Samar (en ucraniano: Самар) es una ciudad ucraniana perteneciente al óblast de Dnipropetrovsk. Situado en el centro del país, es el centro del raión de Samar y del municipio (hromada) homónimo.

## Toponimia
Hasta 2024, el nombre oficial de la ciudad fue Novomoskovsk (en ucraniano: Новомосковськ; en ruso: Новомосковск), que también significa Nuevo Moscú.

## Geografía
Samar está situada a orillas del río Samara, afluente del río Dnieper, a 28 kilómetros al noroeste de Dnipró.

## Historia
A finales del siglo XVII existía un emplazamiento cosaco llamado Samara (o Novoselista) en el lugar que ocupa actualmente Novomoskovsk. Posteriormente se convirtió en el centro de la palanka de Samara de los cosacos de Zaporoyia. Los cosacos abandonaron la ciudad en 1688 cuando Rusia construyó la fortaleza Bogoroditski en la ciudad.
En 1784, Samarchik (en ucraniano: Самарчик) se convierte en la ciudad de Yekaterinoslav, centro de la gobernación de Yekaterinoslav. Más tarde, Yekaterinoslav fue sustituida debido a su situación desfavorable y la transformación del lugar en una zona pantanosa, y la sede de la gobernación pasó a Dnipropetrovsk.
Durante los acontecimientos revolucionarios y bélicos de 1917-1919, el gobierno de Novomoskovsk cambió varias veces. En diciembre de 1919, el poder soviético finalmente se estableció en Novomoskovsk. En 1917, la República Popular de Ucrania intentó cambiar el nombre de Novomoskovsk a Samara.
Durante el Holodomor (1932-1933), murieron al menos 1.208 habitantes de la ciudad. En 1932 comenzó la construcción de la laminadora de acero más grande de la Unión Soviética en ese momento. El 28 de marzo de 1935 se puso en funcionamiento el laminador de chapa. La planta producía chapa, techos decorativos y galvanizados, hojalata blanca y suministraba estos productos a las fábricas de defensa.
Durante la Segunda Guerra Mundial, las fuerzas del Ejército Rojo recuperaron la ciudad el 22 de septiembre de 1943 de manos de la Alemania nazi.
Hasta el 18 de julio de 2020, Novomoskovsk se incorporó como una ciudad de importancia regional y sirvió como centro administrativo del raión homónimo, aunque no pertenecía al raión. En julio de 2020, como parte de la reforma administrativa de Ucrania, que redujo el número de raiones del óblast de Dnipropetrovsk a siete, la ciudad de Novomoskovsk se fusionó con el raión de Novomoskovsk.
Como parte de la campaña de desrusificación tras la invasión rusa de Ucrania, Novomoskovsk también cambiará su nombre en un futuro próximo. El 3 de noviembre de 2023 comenzó la votación online y presencial para el nuevo nombre de la ciudad, y las opciones de los residentes locales eran: Novosamarsk (en ucraniano: Новосамарк), Novoselitsia (en ucraniano: Новоселиця) y Samar (en ucraniano: Самарь).El nombre elegido fue Samar, aprobado en la Rada Suprema el 19 de septiembre de 2024.

## Demografía
La evolución de la población de Samar entre 1897 y 2022 fue la siguiente:
| 23 400                                                        | 14 794 | 15 137 | 37 006 | 44 243 | 61 013 | 69 245 | 75 608 | 72 439 | 70 952 | 70 787 | 71 111 | 70 550 | 29 651 |
| (Fuente: Cities & Towns of Ukraine y UKRAINE: Größere Städte) |        |        |        |        |        |        |        |        |        |        |        |        |        |

Según el censo de 2001, el 84,45 de la población son ucranianos, el 13,34% son rusos y el resto de minorías son principalmente bielorrusos (0,68%). En cuanto al idioma, la lengua materna de la mayoría de los habitantes, el 80,88%, es el ucraniano; y del 18,48% es el ruso.

## Economía
La principal empresa de la ciudad es Interpipe Novomoskovsk Trubny Zavod, que fabrica tubos soldados para petróleo, gas, agua y aplicaciones industriales, y empleaba a 2.450 empleados en 2007.

## Infraestructura

### Arquitectura, monumentos y lugares de interés
La ciudad es famosa por la catedral de la Santísima Trinidad, construida en 1778 por Yakim Pojribniak con madera y sin clavos.

### Transporte
La ciudad tiene una conexión con la carretera nacional M18 (Járkov-Simferópol), un tramo de la E 105.

## Personas destacadas
- Mikola Jlushchenko (1901-1977): artista ucraniano que ganó el Premio Nacional Shevchenko en 1972.
- Viktor Skripnik (1969): exjugador y entrenador de fútbol ucraniano que jugaba en la posición de defensa, que actualmente dirige al FC Vorskla Poltava.
- Ígor Kovalenko (1988): ajedrecista ucraniano que jugó para Letonia en 2013 y ostenta el título de Gran Maestro de la FIDE.

## Galería

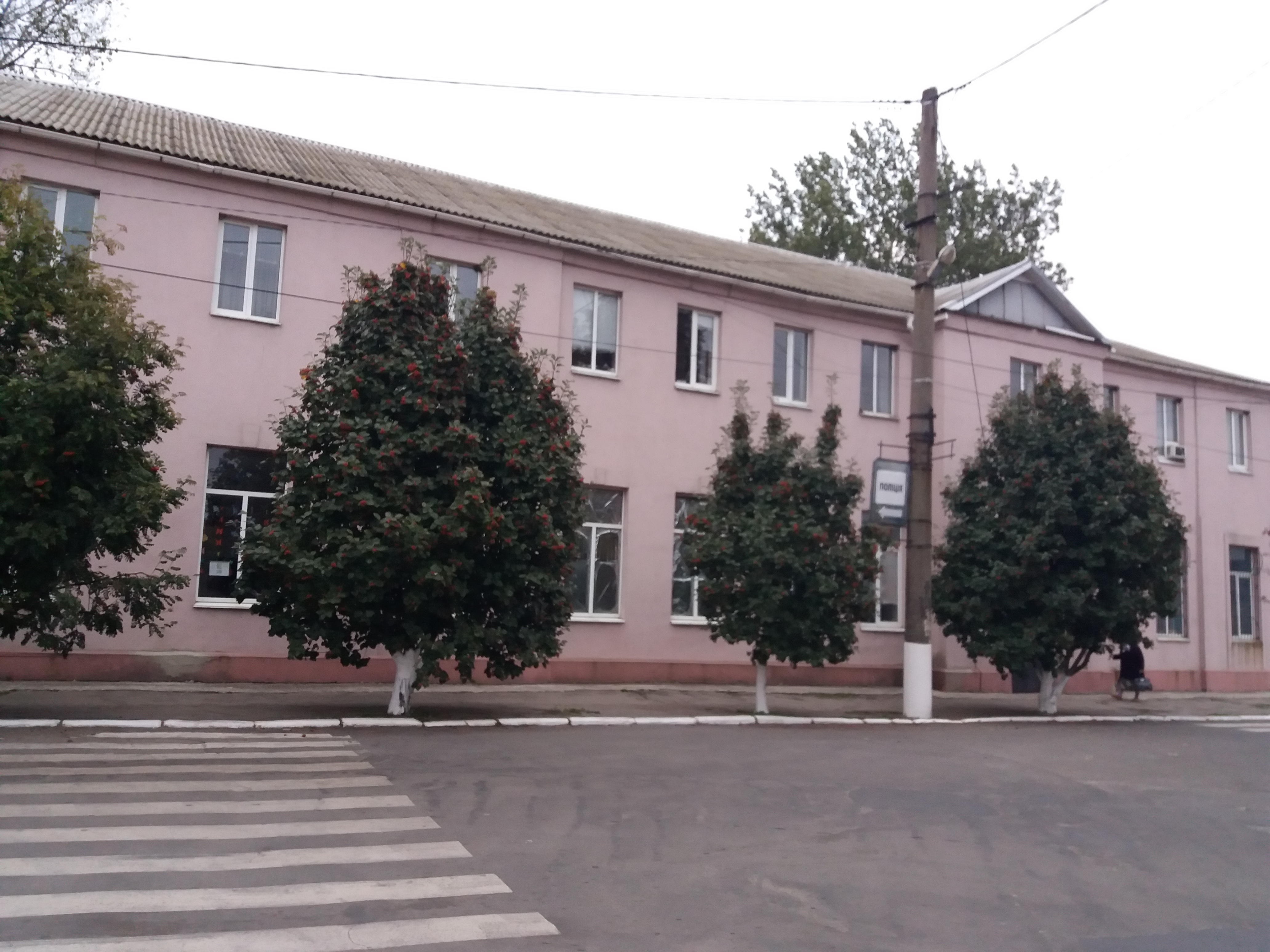
Edificios de la ciudad
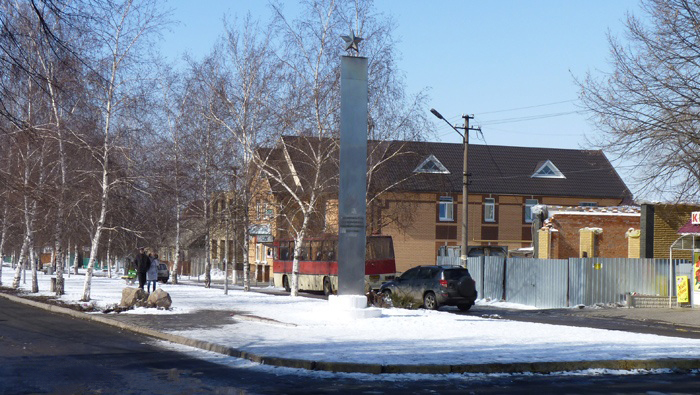
Centro de la ciudad en invierno
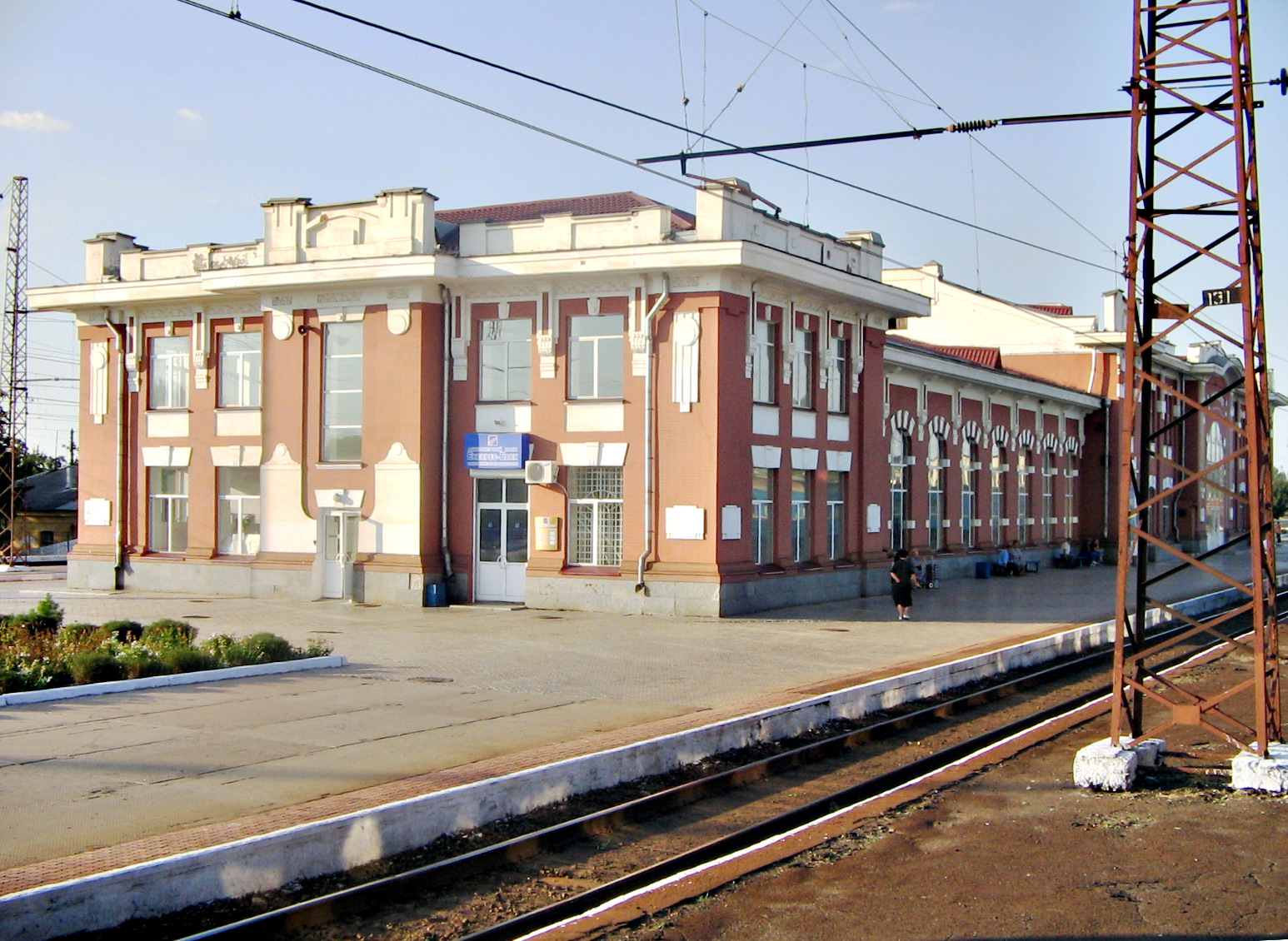
Estación de trenes de Sinélnikove 1
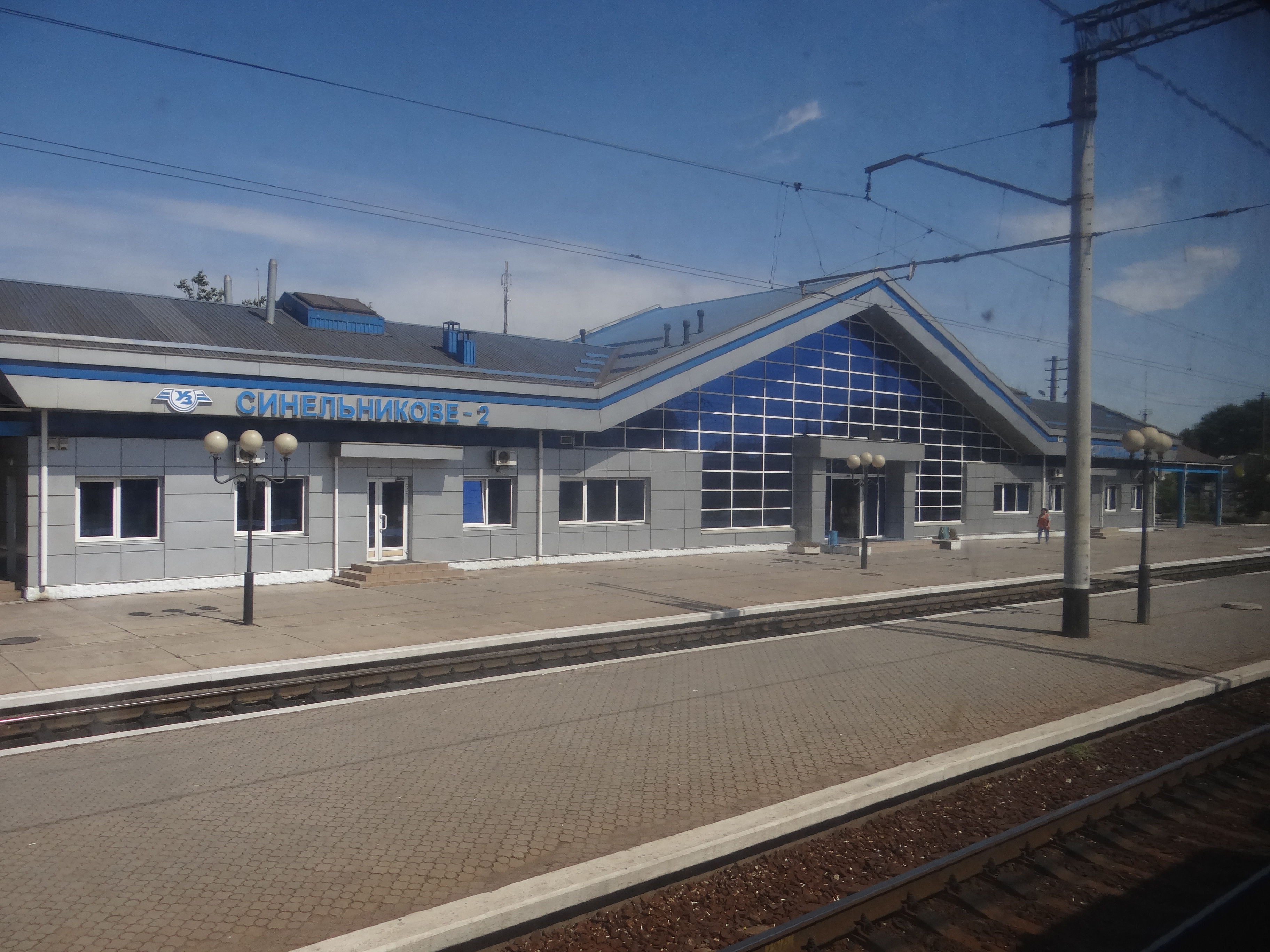
Estación de trenes de Sinélnikove 2